# Спешнев, Георгий Валерианович
Георгий Валерианович Спешнев (6 августа 1912 года, с. Архангельское, Звенигородский уезд, Московская губерния — 27 февраля, 1987 года, Катав-Ивановск, Челябинская область) — писатель-авангардист в стиле русского футуризма и «зауми».

## Биография
Потомок Николая Александровича Спешнева — одного из петрашевцев, который явился прототипом Николая Ставрогина из романа Ф. М. Достоевского «Бесы». Отец — Валериан Алексеевич — московский нотариус. Мать — Зинаида Геннадьевна — дочь русского историка Г. Ф. Карпова. Георгий был третьим ребёнком (после Пантелеймона и Зинаиды). С 1923 г. жил в Тобольске, куда была выслана семья. Через некоторое время вернулся в центральную Россию, перешёл из журналистики в строительство. В 1941 году переехал в Челябинск, где прожил с семьёй семнадцать лет. В 1958 году был переведён на одно из предприятий города Катав-Ивановскa.

### Семья
Жена — Зоя Васильевна Лебедева дети — Владимир, Ольга, Борис, Лев, Вера.

## Литературное творчество
Писать начал в юном возрасте, когда оказался в Москве. На него оказали воздействие футуристы в целом, и В. Маяковский с В. Хлебниковым в частности. Своё первое литературное произведение уничтожил, затем частично восстановил. Большинство работ никогда не были опубликованы в связи с их «антисоветским» стилем и содержанием. Охарактеризовать этот стиль можно как «антиэстетика» с её «антиметафорами» и «антиметром». Сам автор в своём послании «Моим детям, а может быть издателям» характеризует свою художественную работу как метароман — строительство одного глобального произведения по кирпичикам, которые он складывал «в стол» на протяжении почти всей своей жизни. Он, в связи с обстоятельствами того времени, мало общался с собратьями по литературному цеху, посему воспоминаний современников не сохранилось.
Собрание сочинений «Личное дело или Обнова» Г. Спешнев создавал всю жизнь, собирая его из отдельных самостоятельных произведений. Собрание состоит из трёх сводов и тринадцати сборников. Собрание условно делится на 2 части. Первая часть — «Любовные игры нашего века» — представляет собой китч-роман. Вторая часть — «Словесные игры не нашего века». Своды состоят из отвлечённых словесных образов и умозрительных построений.
После смерти Георгия Валериановича в 1987 году осталось обширное литературное наследие, лишь частично опубликованное. Фрагмент его работ вышел посмертно в «Вестнике Общества Велимира Хлебникова» в 1999 году. В книге Сергея Бирюкова «Амплитуда авангарда» (2014) Георгию Спешневу посвящена отдельная глава , его творчество рассмотрено также в диссертации С. Бирюкова «Формообразующие стратегии авангардного искусства в русской культуре XX века».

### Книги
- Георгий Спешнев. «Личное дело или Обнова»: Избранное из неизданного. — [б. м.]: Издательские решения, 2017. — 250 с. —— ISBN 978-5-4483-9359-4
- Георгий Спешнев. «Самосуд в переулке». Второй сборник седьмого свода «Восвояси». Издательство «Обнова», 2018. —344 с. —
- Георгий Спешнев. «Лишняя книга». Издательство «Обнова», 2019. —76 с. — Книга входит в собрание сочинений «Личное дело или Обнова» — четвёртый свод «Великая слабость» — сборник второй «Беседка» — свиток первый «Ненужник или ненужные объяснения».

Книги можно посмотреть на сайте: https://speshnev.wordpress.com/

## Память
- 6 августа 2019 года в Москве, в Культурном центре академика Д. С. Лихачева, состоялся первый Фестиваль Литературного Эксперимента. Дата фестиваля была выбрана не случайно — 6 августа родились Георгий Спешнев (1912—1987), Владимир Бурич (1932—1994) и Дмитрий Авалиани (1938—2003), каждый из которых своими литературными экспериментами расширил представления о стиле, форме и языке.[4][5]